# Salles-Mongiscard
Salles-Mongiscard ist eine französische Gemeinde mit 312 Einwohnern (Stand 1. Januar 2022) im Département Pyrénées-Atlantiques in der Region Nouvelle-Aquitaine (vor 2016: Aquitanien). Die Gemeinde gehört zum Arrondissement Pau und zum Kanton Orthez et Terres des Gaves et du Sel (bis 2015: Kanton Orthez).
Der Name in der gascognischen Sprache lautet Salas-Monguiscart.
Der erste Teil des Namens der Gemeinde stammt aus dem germanischen Wort für „Saal“ und weist auf eine Burg hin. Der zweite Teil ist eine Zusammensetzung aus dem lateinischen montem (deutsch Berg) und dem germanischen Namen „Wisishart“. Die Bewohner werden Sallois und Salloises genannt.

## Geographie
Salles-Mongiscard liegt circa 50 Kilometer nordwestlich von Pau in der historischen Provinz Béarn an nördlichen Rand des Départements.
Umgeben wird der Ort von den Nachbargemeinden:
|                 | Baigts-de-Béarn                             |        |
| Bérenx          | Kompassrose, die auf Nachbargemeinden zeigt | Orthez |
| Salies-de-Béarn | L’Hôpital-d’Orion Lanneplaà                 |        |

Salles-Mongiscard liegt im Einzugsgebiet des Flusses Adour am linken Ufer des Gave de Pau. Der Arriou de Mondran, ein Nebenfluss des Saleys, durchquert das Gebiet der Gemeinde.

## Geschichte
Der Fund eines Beils aus geschliffenem Stein aus der Kupfersteinzeit belegt eine frühe Besiedelung des Landstrichs. Durch die Eroberung durch Gaston IV. von Béarn kam das Gebiet zum Béarn und das Dorf konnte sich entwickeln. Der Vicomte ließ zum Schutz seiner neu gewonnenen Territorien gegenüber dem Vicomte von Dax eine Burg errichten, die Jahrhunderte später während der Hugenottenkriege zerstört wurde. Heute sind noch ein künstlicher Erdhügel und Spuren von Gräben zu sehen. Bei der Volkszählung des Béarn im Jahre 1385 wurden in Salles-Mongiscard 23 Haushalte gezählt, und das Dorf gehörte zur Bailliage von Rivière-Gave, einem Erzpriestertum des Bistums Dax. Im Béarner Dialekt lautet der Name der Gemeinde Salas de Baura, Das gascognische Wort baura bedeutet „Schlamm“. Der Name weist auf die Thermalquelle von Saint-Jean-de-Baure hin, deren heilende Wirkungen seit dem 16. Jahrhundert bekannt sind. Die Quelle wird insbesondere in der Johannisnacht stark aufgesucht.
Toponyme und Erwähnungen von Salles-Mongiscard waren:
- Burgus apud castellum Montem Guiscardum (1106, Kopialbuch von Dax),
- Monguiscart (1246, Urkunden aus CAme),
- Sales-Monguisquart (1385, Volkszählung im Béarn),
- Salas-Monguiscart (1476, Notare aus Castetner),
- Sales und Sales-Monguiscart (gegen 1540 bzw. 1578, réformation de Béarn, Manuskriptsammlung des 16. bis 18. Jahrhunderts),
- Salles Mongiscar (1750, Karte von Cassini),
- Salles Mongiscard (1793, Notice Communale),
- Salles-Mongiscar (1801, Bulletin des Lois) und
- Salles-Mongiscard (1863, Dictionnaire topographique du département des Basses-Pyrénées).[4][5][6]

### Einwohnerentwicklung
Die Gemeinde erreichte zwischen  1820 und 1840 Höchststände ihrer Größe von rund 390 Einwohnern. In der Folge reduzierte sich die Einwohnerzahl bis 1890 auf rund 270 und erholte sich bis zum Beginn des 20. Jahrhunderts auf rund 300. In der Folgezeit stagnierte die Größe der Gemeinde bei kurzen Erholungsphasen bis zu Beginn der 1960er Jahre auf rund 180, worauf eine robuste Wachstumsphase einsetzte, die bis heute anhält.
| Jahr      | 1962 | 1968 | 1975 | 1982 | 1990 | 1999 | 2006 | 2009 | 2022 |
| --------- | ---- | ---- | ---- | ---- | ---- | ---- | ---- | ---- | ---- |
| Einwohner | 180  | 196  | 202  | 225  | 262  | 258  | 282  | 299  | 312  |

## Sehenswürdigkeiten

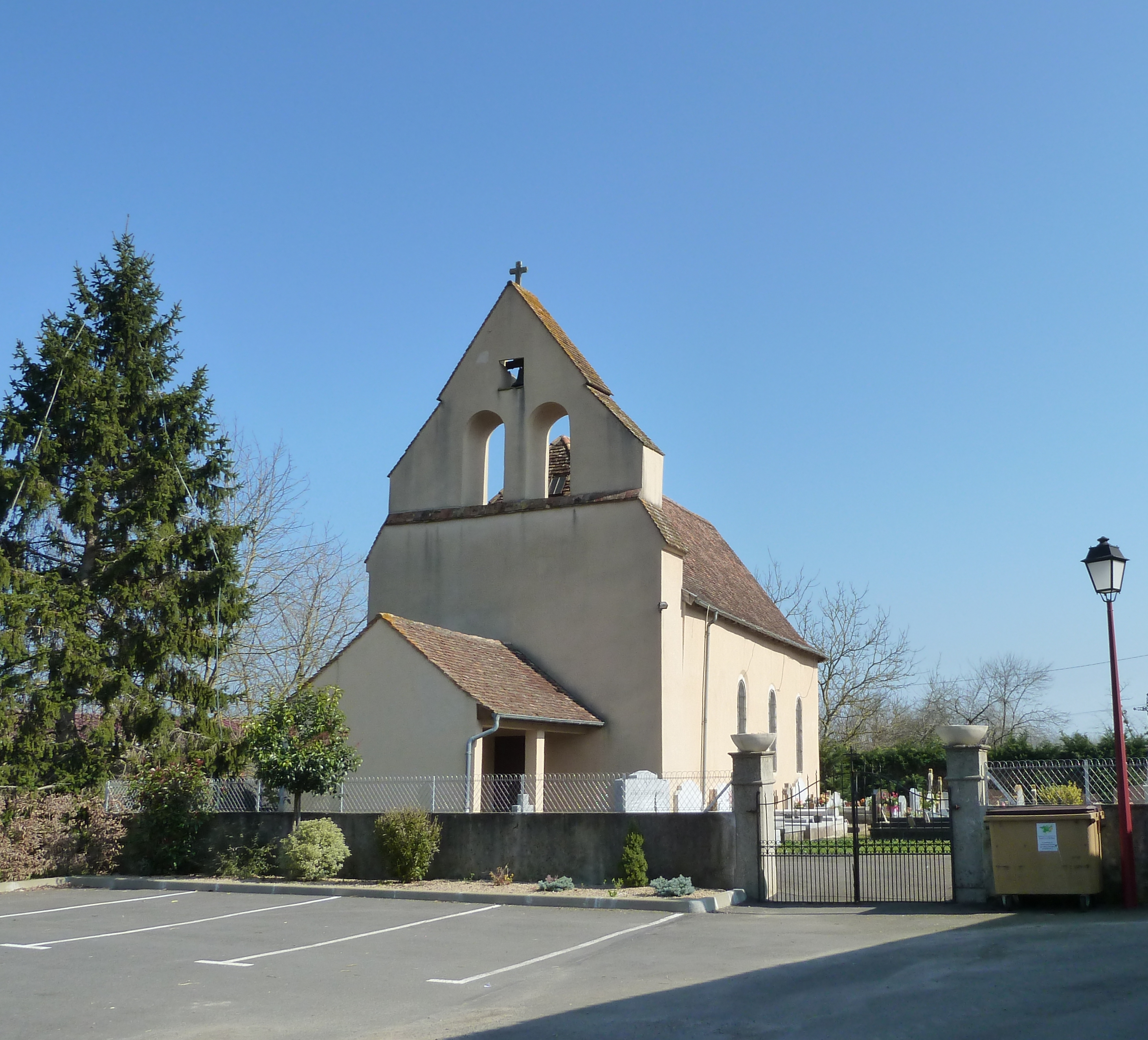
Pfarrkirche Saint-Laurent

- Pfarrkirche, gewidmet Laurentius von Rom. Ein Friedhof umsäumt die einfache Kirche mit einem einschiffigen Langhaus, die im 19. Jahrhundert errichtet wurde. Hinter dem offenen, überdachten Vorraum erhebt sich ein Glockengiebel mit drei Öffnungen in seiner Fassade für die Glocken.[8]

- Rathaus von Salles-Mongiscard. Während der Reformation gab es eine reformierte Kirche in Salles-Mongiscard. Nach dem Widerruf des Edikts von Nantes durch den französischen König Ludwig XIV. im Jahre 1685, der die religiöse Toleranz gegenüber calvinistischen Protestanten beendete und von nun an Gottesdienste des Protestantismus verbot, wurde die Kirche zerstört. Zwischen 1860 und 1862 wurde ein neues kleines Gotteshaus gebaut, eine der letzten Neubauten von reformierten Gotteshäusern in der Region. Das Gebäude wurde in der Folge restauriert und birgt heute das Rathaus der Gemeinde. Es hat drei Fenster an den Seiten und einen Okulus über dem Eingang.[9]

## Wirtschaft und Infrastruktur

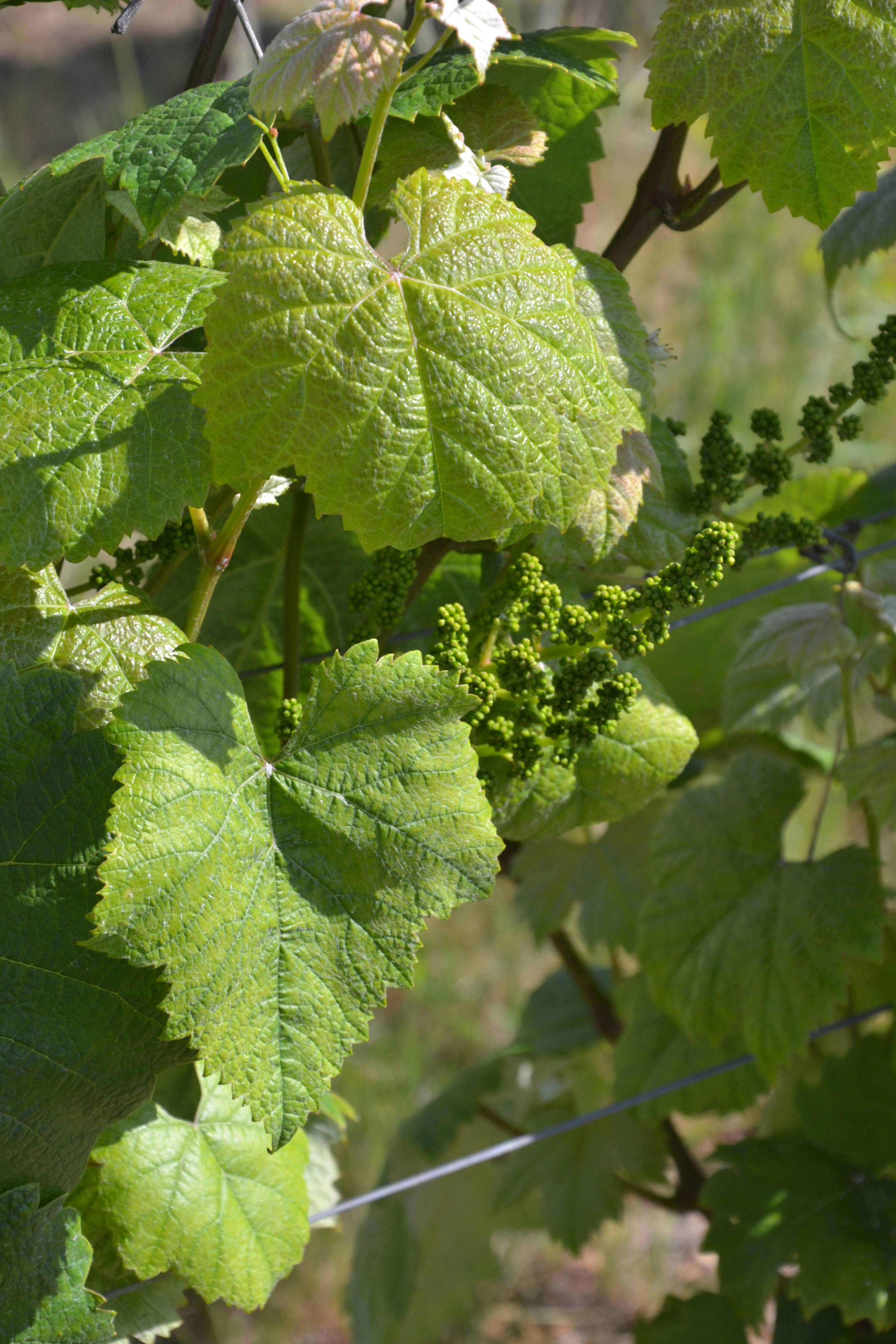
Weinrebe der AOC Béarn

Die Landwirtschaft ist ein wichtiger Wirtschaftsfaktor der Gemeinde und gründet sich hauptsächlich auf Viehzucht, Ackerbau und Weinbau.
Salles-Mongiscard liegt in den Zonen AOC des Weinbaugebiets Béarn sowie des Ossau-Iraty, eines traditionell hergestellten Schnittkäses aus Schafmilch.

### Bildung
Die Gemeinde verfügt über eine öffentliche Grundschule mit 18 Schülerinnen und Schülern im Schuljahr 2017/2018.

### Sport und Freizeit
Ein Rundweg mit einer Länge von 11 km und einem Höhenunterschied von 240 m führt durch die Gemeindegebiete von Salles-Mongiscard, Bérenx und Salies-de-Béarn.

### Verkehr
Salles-Mongiscard ist erreichbar über die Route départementale 29.
Die Autoroute A64, genannt La Pyrénéenne, durchquert das Gemeindegebiet, allerdings ohne direkte Ausfahrt zum Ort.

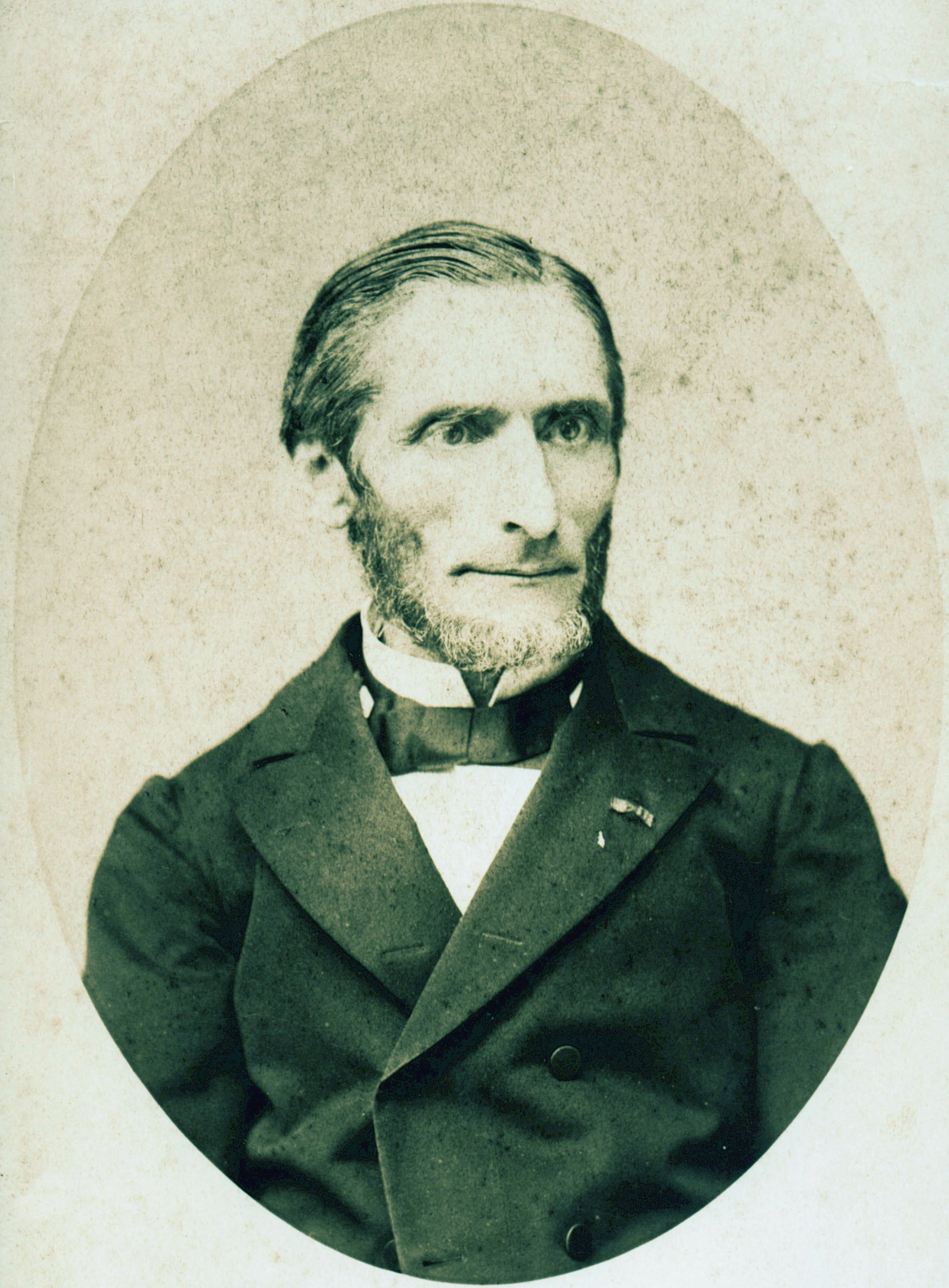
Félix Pécaut, vor 1870

## Persönlichkeiten
Félix Pécaut, geboren als Jean Pécaut am 3. Juni 1828 in Salies-de-Béarn, gestorben am 31. Juli 1898 in Orthez, lebte zeitweise in Salles-Mongiscard im Haus Ségalas. das er besaß. Er war Erziehungswissenschaftler und Generalinspektor des nationalen Bildungsministeriums. Selbst Protestant, engagierte sich Félix Pécaut für die Liberalität der Religion und für den Laizismus. Er war außerdem einer der ersten Unterstützer im Kampf um die Rehabilitierung von Alfred Dreyfus.